# Монгрейн, Джозеф-Альфред
Джозеф-Альфред Монгрейн (англ. Joseph-Alfred Mongrain; 28 декабря 1908, Сен-Тит — 23 декабря 1970, Труа-Ривьер) — канадский государственный деятель. Член нижней палаты канадского парламента (1965—1970) и мэр города Труа-Ривьер (1949—1953; 1960—1963).

## Биография
Монгрейн родился 28 декабря 1908 года в Сен-Тите, Мориси. В начале своей карьеры работал специалистом по связям с общественностью. Дважды избирался мэром города Труа-Ривьер — с 1949 по 1953, и с 1960 по 1963. На этом посту он отметился сокращением субсидирования католической церкви за счёт городского бюджета.
В качестве кандидата от Либеральной партии в 1952 году от округа Труа-Ривьер баллотировался в парламент Канады, составив на выборах конкуренцию премьер-министру Морису Дюплесси. По итогам голосования Монгрейн потерпел поражение.
Также он баллотировался в канадский парламент в качестве кандидата от либералов на выборах 1953 года от округа Труа-Ривьер, а затем  — на выборах 1958 года от округа Шамплен, но оба раза потерпел неудачу. Выиграть выборы ему удалось только через семь лет в качестве независимого кандидата от округа Труа-Ривьер на выборах 1965 года. Через три года Монгрейн был переизбран в парламент уже от Либеральной партии.
Умер 23 декабря 1970 года.